# أب تشنداران العليا غلال (تشين)
أب تشنداران العلیا غلال (بالفارسية: آب چنداران علیا گلال) هي قرية تقع في إيران في قسم تشین الريفي. يقدر عدد سكانها بـ 101 نسمة .